# 후에역
후에역 (베트남어: Ga Huế / Ga 化)은 베트남 후에시 투언호아군에 위치한 철도역이다. 하노이와 호찌민 시를 잇는 남북선 상에 위치한 역이다. 남북선의 기점역 하노이 역에서 688km 지점에 위치하고 있다. 프랑스 건축의 영향을 받아 베트남에서 가장 아름다운 기차역 중 하나가되고있다.